# مادولینیم
مادولینیم یکی از دوازده تقسیمات کشوری ایالت پوناپی ایالات فدرال میکرونزی است که در خاور جزیره پوناپی و خاور کوه نانلاود و جنوب کوه کاپووریسو قرار دارد. کرانه دریایی مادولینیم، خلیج بزرگی است که آبخوست تِموِن را در بر می‌گیرد. این آبخوست برای خرابه‌های باستانی «نان مدال» شناخته می‌شود.

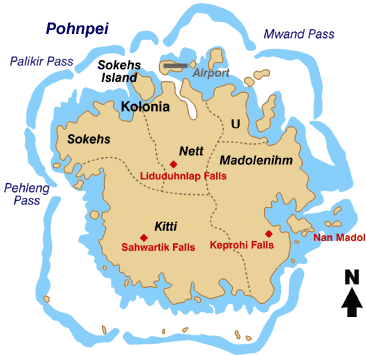
نقشه جزیره پوناپی و تقسیمات کشوری آن

## آموزش
وزارت آموزش و پرورش ایالت پوناپی، مدرسه‌های دولتی زیر را اداره می‌کند:
- دبیرستان مادولینیم[۱]
- مدرسه ابتدایی ای‌اس‌دی‌ام[۱]
- مدرسه ابتدایی لوکُپ[۱]
- مدرسه ابتدایی ماند[۱]
- مدرسه ابتدایی پُنلانگاس[۱]
- مدرسه ابتدایی ساپوالاپ[۱]
- مدرسه ابتدایی تِموِن[۱]
- مدرسه ابتدایی واپار[۱]

مدرسه‌های خصوصی
- دبیرستان مسیحی اُوا